# سنو
سنو (باليابانية: SNoW) هي مغنية يابانية، ولدت في 11 يونيو 1985 في طوكيو في اليابان.

## وصلات خارجية
- سنو على موقع ميوزك برينز (الإنجليزية)
- سنو على موقع ديسكوغز (الإنجليزية)
- سنو على موقع ANN person (الإنجليزية)